# SVT Nyheter Västernorrland
SVT Nyheter Västernorrland är Sveriges Televisions regionala nyhetsprogram för Västernorrlands län.